# Kafka
Kafka是由Apache软件基金会开发的一个开源流处理平台，由Scala和Java编写。该项目的目标是为处理实时数据提供一个统一、高吞吐、低延迟的平台。其持久化层本质上是一个“按照分布式事务日志架构的大规模发布/订阅消息队列”，这使它作为企业级基础设施来处理流式数据非常有价值。此外，Kafka可以通过Kafka Connect连接到外部系统（用于数据输入/输出），并提供了Kafka Streams——一个Java流式处理库。
该设计受事务日志的影响较大。

## Kafka的历史
Kafka最初是由领英开发，并随后于2011年初开源，并于2012年10月23日由Apache Incubator孵化出站。2014年11月，几个曾在领英为Kafka工作的工程师，创建了名为Confluent的新公司，并着眼于Kafka。根据2014年Quora的帖子，Jay Kreps似乎已经将它以作家弗朗茨·卡夫卡命名。Kreps选择将该系统以一个作家命名是因为，它是“一个用于优化写作的系统”，而且他很喜欢卡夫卡的作品。

## Kafka的架构

Kafka概览

Kafka存储的消息来自任意多被称为“生产者”（Producer）的进程。数据从而可以被分配到不同的“分区”（Partition）、不同的“Topic”下。在一个分区内，这些消息被索引并连同时间戳存储在一起。其它被称为“消费者”（Consumer）的进程可以从分区查询消息。Kafka运行在一个由一台或多台服务器组成的集群上，并且分区可以跨集群结点分布。
Kafka高效地处理实时流式数据，可以实现与Storm、HBase和Spark的集成。作为群集部署到多台服务器上，Kafka处理它所有的发布和订阅消息系统使用了四个API，即生产者API、消费者API、Stream API和Connector API。它能够传递大规模流式消息，自带容错功能，已经取代了一些传统消息系统，如JMS、AMQP等。
Kafka架构的主要术语包括Topic、Record和Broker。Topic由Record组成，Record持有不同的信息，而Broker则负责复制消息。Kafka有四个主要API：
- 生产者API：支持应用程序发布Record流。
- 消费者API：支持应用程序订阅Topic和处理Record流。
- Stream API：将输入流转换为输出流，并产生结果。
- Connector API：执行可重用的生产者和消费者API，可将Topic链接到现有应用程序。

## 相关术语
- Topic  用来对消息进行分类，每个进入到Kafka的信息都会被放到一个Topic下
- Broker  用来实现数据存储的主机服务器
- Partition  每个Topic中的消息会被分为若干个Partition，以提高消息的处理效率
- Producer   消息的生产者
- Consumer   消息的消费者
- Consumer Group  消息的消费群组

## Kafka的性能
由于其广泛集成到企业级基础设施中，监测Kafka在规模运行中的性能成为一个日益重要的问题。监测端到端性能，要求跟踪所有指标，包括Broker、消费者和生产者。除此之外还要监测ZooKeeper，Kafka用它来协调各个消费者。目前有一些监测平台可以追蹤Kafka的性能，有开源的，如领英的Burrow；也有付费的，如Datadog。除了这些平台之外，收集Kafka的数据也可以使用工具来进行，这些工具一般需要Java，包括JConsole。

## Kafka文件格式
00000000000000000000.index
00000000000000000000.log
00000000000000000000.timeindex
00000000000000782248.snapshot
leader-epoch-checkpoint

## 使用Kafka的企业
下面的列表是曾经或正在使用Kafka的知名企业：
- 小米
- CloudFlare[10]
- EBay[11]
- Kakao[12]
- Netflix[13]
- PayPal[14]
- Spotify[15]
- Yelp[16]
- 纽约时报[17]
- 思科系统[18]
- 沃尔玛[19]
- 优步[20]